# والاهاگودا
والاهاگودا (به لاتین: Wallahagoda) یک منطقهٔ مسکونی در سری‌لانکا است که در استان مرکزی (سری‌لانکا) واقع شده‌است.